# Guerrilla Games
Guerrilla Games est un studio néerlandais de développement de jeu vidéo, basé à Amsterdam. À l'origine dénommé Lost Boys Games (et Formula pour sa division mobile), le studio appartient à Sony Interactive Entertainment depuis décembre 2005. Il est principalement connu pour avoir développé les séries Killzone et Horizon.

## Historique
Guerrilla Games prend son origine dans la volonté de la firme multimédia hollandaise Lost Boys de se lancer dans l'industrie vidéoludique. Celle-ci rachète trois petits studios de développement, « Orangegames », fondé par Arjan Brussee, « Digital Infinity », fondé par Arnout van der Kamp, et « Formula Game Development » afin de  créer « Lost Boys Games » au début de l'année 2000. Durant les deux années suivantes, Lost Boys Games développe quatre jeux sur les portables Game Boy.
En 2003, la maison mère décide de se séparer de sa division « jeu vidéo ». Le fondateur de Lost Boys, Michiel Mol, intègre alors l'entité à une autre société multimédia, « Media Republic », qui se voit renommé Guerrilla Games en juillet 2003. Désormais indépendant, Guerrilla retient l'attention de grands éditeurs et notamment de Sony Computer Entertainment Europe qui décide de produire Killzone. Le jeu devient un titre phare de l'année 2004 sur PlayStation 2. Leur production suivante, Shellshock: Nam '67, est éditée la même année chez Eidos.
La société noue ensuite une étroite collaboration avec SCEE et signe avec eux un contrat d'exclusivité. La relation aboutit en décembre 2005 au rachat de la société par Sony qui l'intègre au sein de Sony Interactive Entertainment Worldwide Studios. Guerrilla développe Killzone: Liberation qui voit le jour en 2006 sur PlayStation Portable, Killzone 2 sur PlayStation 3 en 2009 et Killzone 3 (toujours sur PlayStation 3) en 2011.
En 2013, Guerrilla se prépare pour la nouvelle console de Sony, la Playstation 4 et sort Killzone: Shadow Fall. Mais en 2016, le studio abandonne sa série de FPS fétiche, et annonce lors de l'E3 la création d'un action-RPG ambitieux dont le développement a débuté depuis plusieurs années : Horizon Zero Dawn. Sorti en mars 2017, le jeu est très bien accueilli par la critique et les joueurs et un DLC intitulé The Frozen Wilds sort en novembre 2017.
Le 9 mai 2023, le studio fête son 20e anniversaire et, à cette occasion, partage une rétrospective de ses activités. Il livre aussi d'autres informations, comme le fait que les jeux de la franchise Horizon se sont écoulés à 32,7 millions d'unités, dont 8,4 millions pour Forbidden West,.
En mars 2025, Chris Proctor, ancien concepteur principal chez Bungie Studios, rejoint Guerilla Games en tant que directeur du design sur le projet Horizon Online.

## Jeux développés
- Lost Boys Games

| Titre                                     | Année | Plates-formes    |
| ----------------------------------------- | ----- | ---------------- |
| Tiny Toon Adventures: Dizzy's Candy Quest | 2001  | Game Boy Color   |
| Rhino Rumble                              | 2002  | Game Boy Color   |
| Black Belt Challenge                      | 2002  | Game Boy Advance |
| Invader                                   | 2002  | Game Boy Advance |

- Guerrilla Games

| Titre                        | Date de sortie    | Plates-formes                                     |
| ---------------------------- | ----------------- | ------------------------------------------------- |
| Shellshock: Nam '67          | 3 septembre 2004  | Microsoft Windows, PlayStation 2, Xbox            |
| Killzone                     | 1er décembre 2004 | PlayStation 2                                     |
| Killzone: Liberation         | 8 novembre 2006   | PlayStation Portable                              |
| Killzone 2                   | 25 février 2009   | PlayStation 3                                     |
| Killzone 3                   | 23 février 2011   | PlayStation 3                                     |
| Killzone Mercenary           | 4 septembre 2013  | PlayStation Vita                                  |
| Killzone: Shadow Fall        | 29 novembre 2013  | PlayStation 4                                     |
| Horizon Zero Dawn            | 1er mars 2017     | Microsoft Windows, PlayStation 4                  |
| Horizon Forbidden West       | 18 février 2022   | PlayStation 4, PlayStation 5                      |
| Horizon Call of the Mountain | 22 février 2023   | PlayStation 5 (PlayStation VR2)                   |
| Horizon Zero Dawn Remastered | 31 octobre 2024   | Microsoft Windows, PlayStation 5                  |
| Lego Horizon Adventures      | 24 novembre 2024  | Microsoft Windows, Nintendo Switch, PlayStation 5 |